# Eduard Giró i Barella
Eduard Giró i Barella   (Barcelona, c. 1940), conegut com El Tècnic, és un enginyer català de renom internacional dins el sector de la motocicleta, especialment pel que fa a la preparació de motors de competició, però també als xassissos. Són obra seva motocicletes tan llegendàries com ara l'OSSA 250 Monocasc de velocitat que pilotà Santi Herrero el 1970 o la MAR 250 de trial de Mick Andrews. Eduard Giró és fill de Manuel Giró, amo d'OSSA, i pare de Charly Giró, un prometedor pilot de motociclisme a començaments de la dècada de 1990.

## Trajectòria dins el sector de la motocicleta
Eduard Giró obtingué el doctorat en enginyeria el 1964 amb un projecte de motor de dos temps monocilíndric amb vàlvula rotativa. Aquell mateix any 
es feu càrrec del departament de prototipus de l'empresa familiar, canviant radicalment l'enfocament dels productes de la marca (tant els de carretera com els de fora d'asfalt), tot decantant-los cap a una faceta més esportiva pensant ja en la seva exportació al mercat dels EUA.

### OSSA

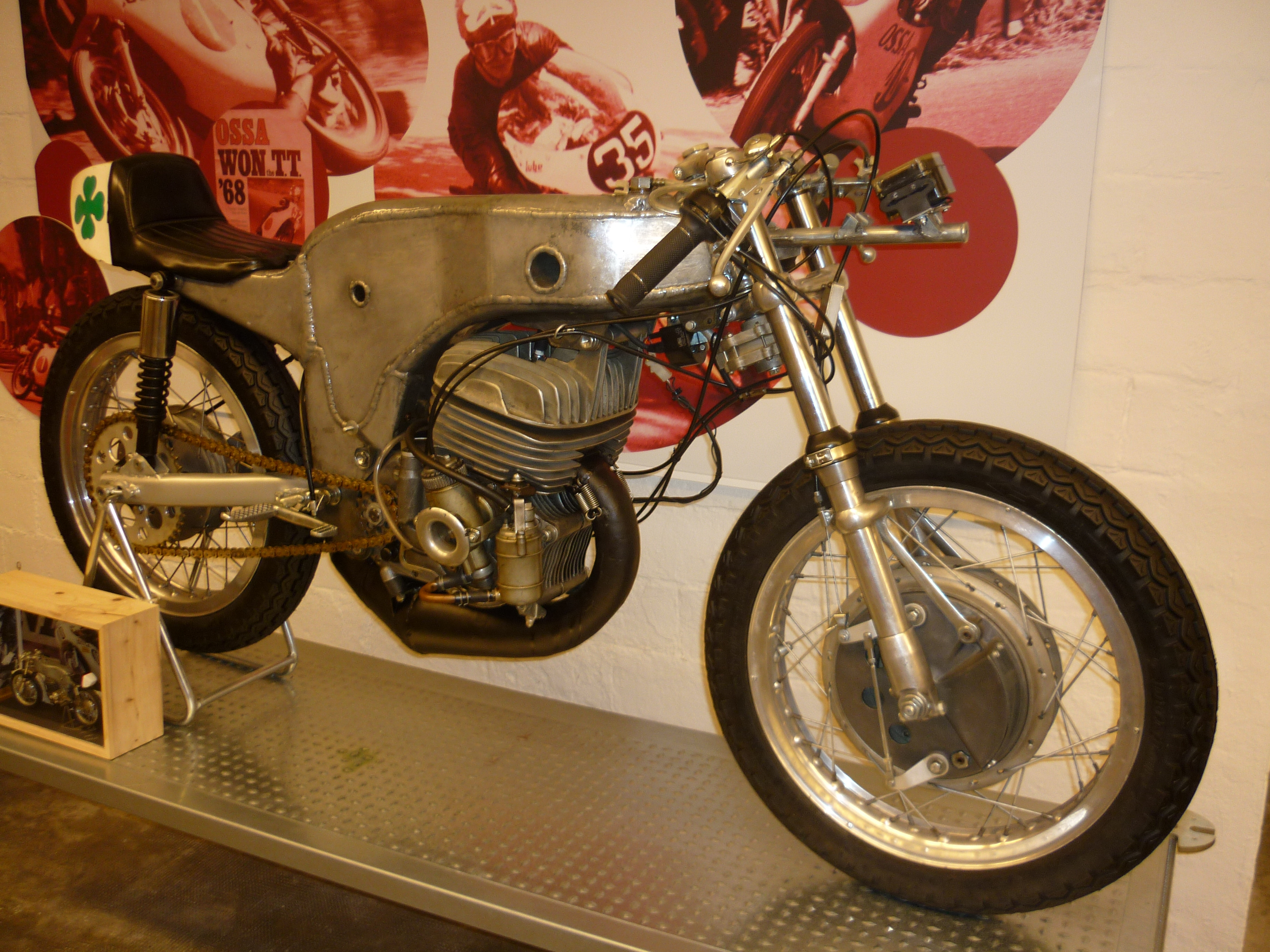
L'OSSA 250cc monocasc que creà el 1968 i que pilotà Santiago Herrero

Com a responsable del desenvolupament dels nous models de la marca, inclosos els de competició, Giró començà a provar les primeres versions del seu motor de vàlvula rotativa sobre el xassís d'un model d'OSSA i va quedar clar que el motor era excel·lent però calia millorar el xassís. S'hi posà a treballar i el resultat final va ser el famós xassís monocasc en xapa de magnesi que fou la base de la moto de Gran Premi amb què Santi Herrero estigué a punt de guanyar el Campionat del Món de velocitat de 1970 (Giró és el tècnic alt, prim i amb ulleres que apareix sovint a les fotografies de l'època, a les graelles de sortida, darrere de Santiago Herrero). Com a curiositat, les planxes de magnesi d'aviació les va aconseguir als EUA i (atesa la situació política i econòmica estatal) varen ser importades a França per, tot seguit, entrar-les a Catalunya de contraban pels Pirineus.
La mort d'Herrero representà una forta sotragada per al món del motociclisme i per a OSSA en particular, que decidí tot seguit abandonar la velocitat. Eduard Giró declarà: «Corríem per en Santi i no tornarem a córrer sense ell». Arran d'aquesta tragèdia, OSSA centrà tots els seus esforços en el fora d'asfalt i fou justament aquell 1970 quan Eduard Giró i Mick Andrews acabaren d'enllestir la MAR 250 a la falda del Tibidabo, creant una moto que ha passat a la història del trial.
Eduard Giró hagué d'abandonar OSSA, com la resta de la seva família i nombrosos directius, cap a 1979, quan l'empresa feu fallida. En la seva absència, l'enginyer Màrius Borràs s'encarregà de culminar un dels seus darrers projectes, la TR de trial (coneguda com "la groga"), iniciada per tots dos enginyers amb la col·laboració de Mick Andrews poc temps abans.

### JJ Cobas
Uns anys més tard, Giró entrà a formar part de l'equip tècnic de l'empresa barcelonina JJ Cobas. Allà fou el responsable dels motors de les seves motocicletes (ja que del xassís se n'encarregava Antonio Cobas, un geni en la matèria). Entre les seves principals creacions dins aquesta empresa hi ha la famosa BMW K 1000 Tecfar de resistència que pilotaren Carles Cardús i Sito Pons a les 24 Hores de Montjuïc de 1984. Cal esmentar també les JJ Cobas equipades amb motor Honda XR o de Yamaha RD 350.